# Majin Tantei Nōgami Neuro
Majin Tantei Nōgami Neuro (魔人探偵脳噛ネウロ, Detectiu privat dimoni Nougami Neuro) és un manga sobre un detectiu sobrenatural creat per Yūsei Matsui. Se serialitza actualment en la revista Weekly Shonen Jump. La sèrie va ser adaptada en dos Drama CD i en un anime per l'estudi Madhouse.

## Argument
La sèrie tracta d'un dimoni, anomenat Neuro Nogami, que s'alimenta de misteris, i ve a la terra a la recerca de nous misteris perquè diu que els del món demoníac són molt simples i no satisfan la seva enorme gana. Per ocultar la seva identitat com a dimoni, obliga a Yako Katsuragi, una estudiant de secundària, a convertir-se en detectiu, a canvi que li resolgui el misteri de l'assassinat del seu pare, així que mentre ell resol els casos fent-se passar pel seu assistent, Yako va adquirint habilitats per analitzar i comprendre millor que ningú la psicologia humana.

## Anime
Vegeu també: Episodis Majin Tantei Nōgami Neuro
L'anime es va començar a emetre el 10 d'octubre del 2007, i és produït pels estudis Madhouse.
- Cançó d'obertura: DIRTY per ナイトメア (Nightmare).
- Cançó de tancament: Kodoku no Hikari (孤独のヒカリ, La llum de la soledat) per Seira Kagami (加賀美セイラ Kagami Seira).